# Vortigern (Schiff)
Die HMS Vortigern (D37) war ein Zerstörer der V- und W-Klasse der britischen Royal Navy, der zum Ende des Ersten und zu Beginn des Zweiten Weltkriegs eingesetzt wurde.
Am 15. März 1942 wurde sie als Eskorte eines Küstenkonvois vor Cromer durch deutsche Schnellboote versenkt.

## Baugeschichte
Der Kiel des Zerstörers mit der Rumpfnummer F35 wurde am 17. Januar 1916 auf der Werft J. Samuel White & Co. in Cowes, England, gelegt, wo das Schiff am 5. Oktober 1917 vom Stapel lief und am 25. Januar 1918 in Dienst gestellt wurde. Benannt wurde es nach Vortigern, einem britannischen Fürsten des 5. Jahrhunderts.
Die Vortigern war das dritte bei der Werft gebaute Boot der Klasse und gehörte zu den 23 Booten der V-Klasse genannten Untergruppe. White hatte schon die zu den V-Leadern gehörende Vampire im September 1917 und das am 5. Dezember 1917 abgelieferte Schwesterboot Vectis fertiggestellt. Die Werft baute mit den im März/April 1918 abgelieferten Winchelsea und Winchester sowie den erst nach dem Kriegsende fertiggestellten Witherington, Wivern, Wolverine und Worcester die meisten Boote der V- und W-Klasse.
Der Entwurf dieser Zerstörerklasse zielte darauf, die Operationen der Grand Fleet in der Nordsee zu unterstützen, weshalb sie auf hohe Geschwindigkeiten auf relativ kurzen Distanzen ausgelegt waren.
Wie acht Schwesterboote der V-Klasse konnte die Vortigern innerhalb von 24 Stunden in einen Minenleger umgewandelt werden. Diese Boote hatten Minenpforten im Heck. Bei der Umrüstung gaben sie beide Torpedosätze und das untere Heckgeschütz „Y“ auf dem Quarterdeck an Land und konnten bis zu 60 Minen übernehmen, die durch Vorhänge geschützt wurden.

## Einsatzgeschichte
Die Vortigern wechselte zum Beginn ihrer Dienstzeit mehrfach ihre Kennung und gehörte Sommer 1918 zur 11. Zerstörerflottille der Grand Fleet, die sich aus drei Flottillenführern, fünf Zerstörern der R-Klasse sowie zehn weiteren Booten der V- und W-Klasse zusammensetzte. Ende 1918 gehörte die Vortigern zu den britischen Einheiten in der Ostsee, die dort zum Schutz der Baltischen Staaten gegen deutsche oder sowjetische Übergriffe stationiert wurden. Unter Konteradmiral Edwyn Alexander-Sinclair gingen das 6. Leichte Kreuzergeschwader mit der Cardiff als Flaggschiff sowie fünf Schwesterschiffen und den sechs Zerstörern Verulam, Valkyrie, Vendetta, Vortigern,Westminster und Wakeful der 13. Flottille in die Ostsee. Weihnachten 1918 wehrten die Vortigern, Wakeful und Vendetta den Angriff zweier sowjetischer Zerstörer vor Tallinn ab und es gelang den Briten, den sowjetrussischen Zerstörer Spartak (ex Kapitan Miklucho-Maklaj, Kapitan Kingsbergen) aufzubringen, der auf der Flucht durch eine Grundberührung beide Schrauben verlor und von der Vendetta eingeschleppt wurde. Der eingebrachte russische Zerstörer wurde an Estland als Kern einer eigenen Flotte übergeben. Auch der zweite Angreifer, die Awtroil, wurde zwei Tage später von den Briten gestellt und auch dieses Boot den Esten übergeben. Im Februar wurden die ersten Einheiten der Briten abgelöst und die Vortigern kehrte nach Großbritannien zurück. Dort kam die Vortigern zur 1. Zerstörerflottille.

## Einsatz im Zweiten Weltkrieg
Der Mangel an geeigneten Schiffen zwang die Admiralität am Anfang des Zweiten Weltkriegs dazu, auch die inzwischen veralteten Zerstörer der V- und W-Klasse einzusetzen. Während andere Schiffe grundlegend umgebaut wurden, um eine bessere Eignung für Einsätze als Konvoi-Eskorte zu erreichen (sie waren für diesen Zweck zu schnell und hatten eine zu kurze Reichweite), behielt die Vortigern ihre ursprüngliche Ausstattung. Sie wurde deshalb zusammen mit ebenfalls nicht modifizierten Schwesterschiffen als „Short-range escort“ (Kurzstreckengeleitschiff) bezeichnet und entsprechend eingesetzt. Modifikationen der Bewaffnung umfassten unter anderem den Austausch der achteren Torpedorohre gegen ein Zwölfpfünder-Fla-Geschütz und die Demontage des „Y“-Geschützes, um weiteren Platz für Wasserbomben und andere Ausrüstung zu bekommen.
Bei Beginn des Zweiten Weltkriegs gehörte die Vortigern zur 13. Zerstörerflottille. Im Februar 1940 eskortierte sie beispielsweise den Konvoi HGF-18 von Gibraltar nach Liverpool. Später wurde sie mit ihrer Flottille der im Juni 1940 gebildeten Force H zugeteilt und nahm mit dieser am 3. Juli 1940 an der Operation Catapult teil, dem Angriff auf die französische Flotte in Mers-El-Kebir. Beim Anmarsch griff das italienische U-Boot Marconi HMS Vortigern an, verfehlte sie aber.
Mittlerweile der 5. Zerstörerflottille zugeteilt, wurde sie am 31. August 1940 nach der Sichtung deutscher Schiffe zusammen mit Kelvin und Jackal als Verstärkung zu einem Teil der 20. Zerstörerflottille (Express, Esk, Icarus, Intrepid und Ivanhoe) geschickt, der an der niederländischen Küste die Minensperre „CBX.5“ legen sollte. Bei dem Versuch, die deutschen Schiffe abzufangen, lief Express auf eine Mine der deutschen Sperre „SW 1“. Bei einem Rettungsversuch gerieten auch Esk und Ivanhoe auf Minen. Erstere sank sofort, die zweite wurde nach dem Abbergen der Mannschaft durch die Kelvin versenkt, da ein Abschleppen zu riskant war.

## Das Ende derVortigern
Am Morgen des 15. März 1942 gehörte der von Lt.Cdr. Ronald Stanley Howlett, DSC, RN kommandierte Zerstörer zur Eskorte des Küstenkonvois FS-349, als dieser etwa 17 Seemeilen vor Cromer von deutschen Schnellbooten angegriffen wurde. Hierbei erhielt die Vortigern durch das Schnellboot S 104, das zur 4. S-Flottille gehörte, einen Torpedotreffer in den Bug und sank rasch. Das andere Geleitschiff, die Korvette HMS Guillemot, barg zunächst keine Überlebenden, um den Konvoi nicht zu gefährden. Der Kommandant folgte damit einem entsprechenden Befehl. Erst gegen Abend kehrte die Guillemot zurück, um nach Besatzungsmitgliedern der Vortigern zu suchen. Zwei Mann konnten von dem aus dem Wasser ragenden Heck gerettet, zwölf weitere aus dem Wasser gefischt werden. 147 Besatzungsmitglieder starben, ein Teil der Toten wurde von Seenotrettungsbooten aus Cromer und Sheringham geborgen. Bei einer Untersuchung wurde festgestellt, dass die Rettungsflöße entgegen entsprechender Befehle festgelascht waren und deshalb beim Untergang des Schiffs nicht aufschwammen. Auch scheinen nur wenige Besatzungsmitglieder Rettungswesten getragen zu haben.
Der Schriftsteller Nicholas Monsarrat, der zur Besatzung der HMS Guillemot gehörte, hat den Untergang der HMS Vortigern in seinem Buch „Three Corvettes“ („Drei Korvetten“) geschildert.
Das Wrack liegt auf der Position 53° 13′ 6″ N, 1° 6′ 54″ O in 23 m Tiefe. Da es als Schifffahrtshindernis galt, wurde es trotz seiner Eigenschaft als Kriegsgrab teilweise geräumt und dabei so stark zerstört, dass 1986 Taucher einen Drillingstorpedorohrsatz komplett mit Torpedos nicht weniger als 500 m entfernt von der Hauptwrackstelle entdeckten. Seit 2006 ist das Wrack der Vortigern durch den „Protection of Military Remains Act“ von 1986 als „Protected Place“ geschützt. Das Wrack darf zwar von außen durch Taucher betrachtet werden, aber das Eindringen, das Sammeln von Souvenirs oder die Vornahme von Bergungsarbeiten sind verboten.